# Касьян-Беттімете
Касья́н-Беттіме́те (рос. Касьян-Беттимете) — невеликий острів в Оленьоцькій затоці моря Лаптєвих. Територіально відноситься до Якутії, Росія.
Розташований в центрі затоки, в дельті річки Оленьок. Знаходиться між протокою Кьорсюсе-Тьобюлеге на південному сході та островом Хобуох-Арита на заході. Острів має видовжену форму, простягається з північного заходу на південний схід і південь. Вкритий пісками, має невелике озеро. На півночі оточений мілинами.